# Xã Vernon, Quận Shiawassee, Michigan
Xã Vernon (tiếng Anh: Vernon Township) là một xã thuộc quận Shiawassee, tiểu bang Michigan, Hoa Kỳ. Năm 2010, dân số của xã này là 4.614 người.